# 1268 км (зупинний пункт)
1268 кілометр — пасажирський залізничний зупинний пункт Одеської дирекції Одеської залізниці на лінії Колосівка — Чорноморська.
Розташований у селі Старі Шомполи, Лиманський район, Одеської області між станціями Буялик (8 км) та Чорноморська (1 км).
На платформі зупиняються приміські поїзди.